# ジョン・ロイド
ジョン・ロイド（John Lloyd, 1954年8月27日 - ）は、イギリス・エセックス州リー・オン・シー出身の元男子プロテニス選手。クリス・エバートの元夫として有名な選手であるが、1977年12月の全豪オープン男子シングルス準優勝者でもある。ロイドは混合ダブルスに強く、オーストラリアのウェンディ・ターンブルとペアを組んで4大大会の混合ダブルス部門に3勝を挙げた。ATPツアーではシングルス1勝、ダブルス2勝止まりに終わっている。シングルス自己最高ランキングは21位。身長177cm、体重75kg、右利き。

## 来歴
1973年にプロ入りし、この年の全仏オープンで4大大会にデビューする。1974年8月、ロイドは全米オープンの直前の週にアメリカ・ペンシルベニア州メリオン大会で優勝したが、これが彼の唯一のシングルス優勝になった。1977年の全豪オープンは、年頭の1月開催と年末の12月開催の2回行われた。ロイドが決勝に進出したのは、年末の12月開催の大会である。この大会でロイドは準々決勝でジョン・ニューカムを破る活躍があったが、決勝でアメリカのビタス・ゲルレイティスに 3-6, 6-7, 7-5, 6-3, 2-6 のフルセットで敗れ、4大大会男子シングルス優勝のチャンスを逃した。

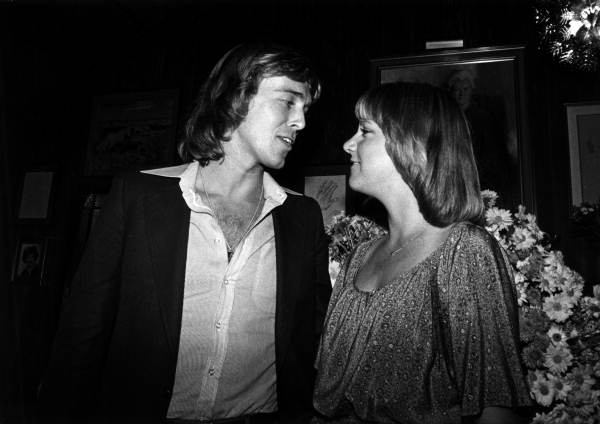
ジョン・ロイドとクリス・エバート（1978年）

ジョン・ロイドがクリス・エバートと結婚したのは、1979年4月のことであった。この後、エバートは彼の姓を併用して「クリス・エバート・ロイド」（Chris Evert-Lloyd）と名乗るようになる。1982年から1984年まで、ロイドはオーストラリアのウェンディ・ターンブルと混合ダブルスのペアを組み、3年連続でウィンブルドンの混合ダブルス決勝に進出した。1982年の決勝では、ロイドとターンブルはケビン・カレン（南アフリカ）＆アン・スミス（アメリカ）組に 6-2, 3-6, 5-7 で敗れたが、1983年はスティーブ・デントン＆ビリー・ジーン・キング夫人（ともにアメリカ）組を 6-7, 7-6, 7-5 で破って優勝し、1984年はデントンとキャシー・ジョーダン（この組もアメリカペア）を 6-3, 6-3 で破って2連覇を達成した。ロイドとターンブルは、1982年の全仏オープン混合ダブルスでも優勝がある。
その後、ロイドは1984年全米オープンと1985年全豪オープン（1977年の2度開催の影響で、当時は年末開催）で男子シングルスのベスト8に入り、久々に4大大会の男子シングルスで好成績を出した。1984年の全米準々決勝ではジミー・コナーズに、1985年の全豪準々決勝ではイワン・レンドルに敗れている。1985年、ジョンとクリスは2人の夫婦生活を語った著書『ロイド・オン・ロイド』（Lloyd on Lloyd）を出版した。ジョン・ロイドは1986年のウィンブルドン男子シングルス1回戦敗退を最後に現役を引退したが、翌年の1987年にクリス・エバートと離婚し、2人の結婚生活は8年で破局を迎えた。
引退と離婚の後は、テニスコーチやテレビ解説者として活動している。2006年9月から、ロイドは男子テニス国別対抗戦・デビスカップイギリス代表チーム監督に指名され、2010年までイギリス・チームの監督を務めた。